# Воронцовские пруды (Москва)
Воронцо́вские пруды — каскад искусственных водоёмов в истоках реки Раменки на территории «Усадьбы Воронцово» в Обручевском районе Юго-Западного административного округа города Москвы. Состоит из пяти прудов — Большого (Верхнего), Второго, Третьего, Четвёртого и Пятого. Общая площадь — более 1 га.

## Описание комплекса
Большой (Верхний) пруд является самым крупным водоёмом каскада. Его площадь составляет 1,5 гектара, ширина — до 80 метров, глубина 2—2,5 метра, длина — 200 метров. Расширяется к северу, в южной части закруглён, на северо-востоке имеет залив длиной 45 метров. В заливе расположен остров размером 10×30 метров. С северной стороны находится земляная дамба. Дно водоёма в 2005 году сделали песчаным, ранее оно было глиняным. В том же году произвели укрепление берегов с использованием сосновых брёвен.
Остальные пруды каскада маленькие, вытянуты по направлению реки. Берега естественные, копани и запруды удерживаются земляными дамбами высотой 2,5—3,5 метров. Дамбы укреплены бетонными плитами. Площадь второго и третьего прудов каскада составляет 0,2 га, размеры — 30×60 и 20×80 метров соответственно, форма прямоугольная и прямоугольно-овальная. Четвёртый водоём загнутый, мелкий. Его площадь составляет 0,1 га, длина — около 60 метров. Имеет округло-пятиугольную форму, огибает остров. Пятый пруд — прямоугольный, расположен на временном водотоке, длиной около 100 метров, шириной до 50 метров. Имеет естественные берега.
Питание прудов происходит за счёт паводковых и родниковых вод.

## История
В XVIII веке на реке Чаре создали каскад из шести прудов
. Они стали называться по имени Воронцовского парка и усадьбы, на территории которых были расположены. Первое изображение водоёмов сохранилось на плане генерального межевания 1770 года.
После революции 1917 года Воронцовский парк превратили в хозяйственную зону — в ней располагались совхоз, биостанция, футбольное поле. В 1948 году постановлением Совета министров РСФСР усадьбу и прилегающие земли взяли под государственную охрану, а в 1960-м постановлением того же совета объявили памятником архитектуры республиканского значения. В 1979 году решением Исполкома Моссовета усадьбу Воронцово сделали памятником садово-паркового искусства. В 1989 году территорию усадьбы благоустроили и восстановили каскад из пяти прудов.

## Современность
В 2002 году для реставрации усадьбы и прилегающей территории было создано Государственное унитарное предприятие «Усадьба Воронцово». В 2005—2006 годах провели благоустройство водоёмов: очистку дна, укрепление береговых линий, восстановление околоводной растительности.

Зимой на Большом пруду устраивают проруби для крещенских купаний, летом работает пункт проката лодок. Купание в водоёмах запрещено
.

## Фотогалерея

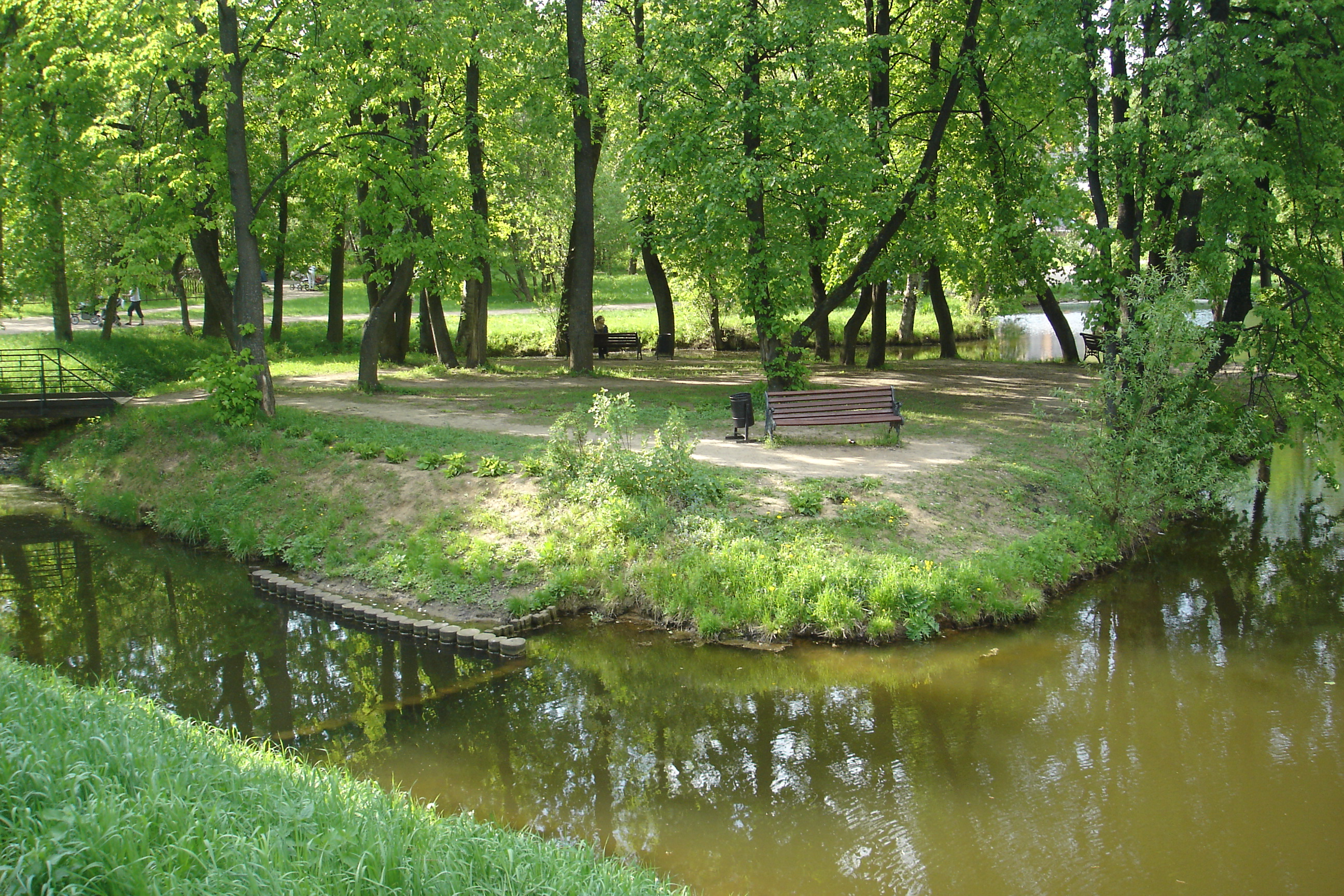
Воронцовские пруды, 2010 год
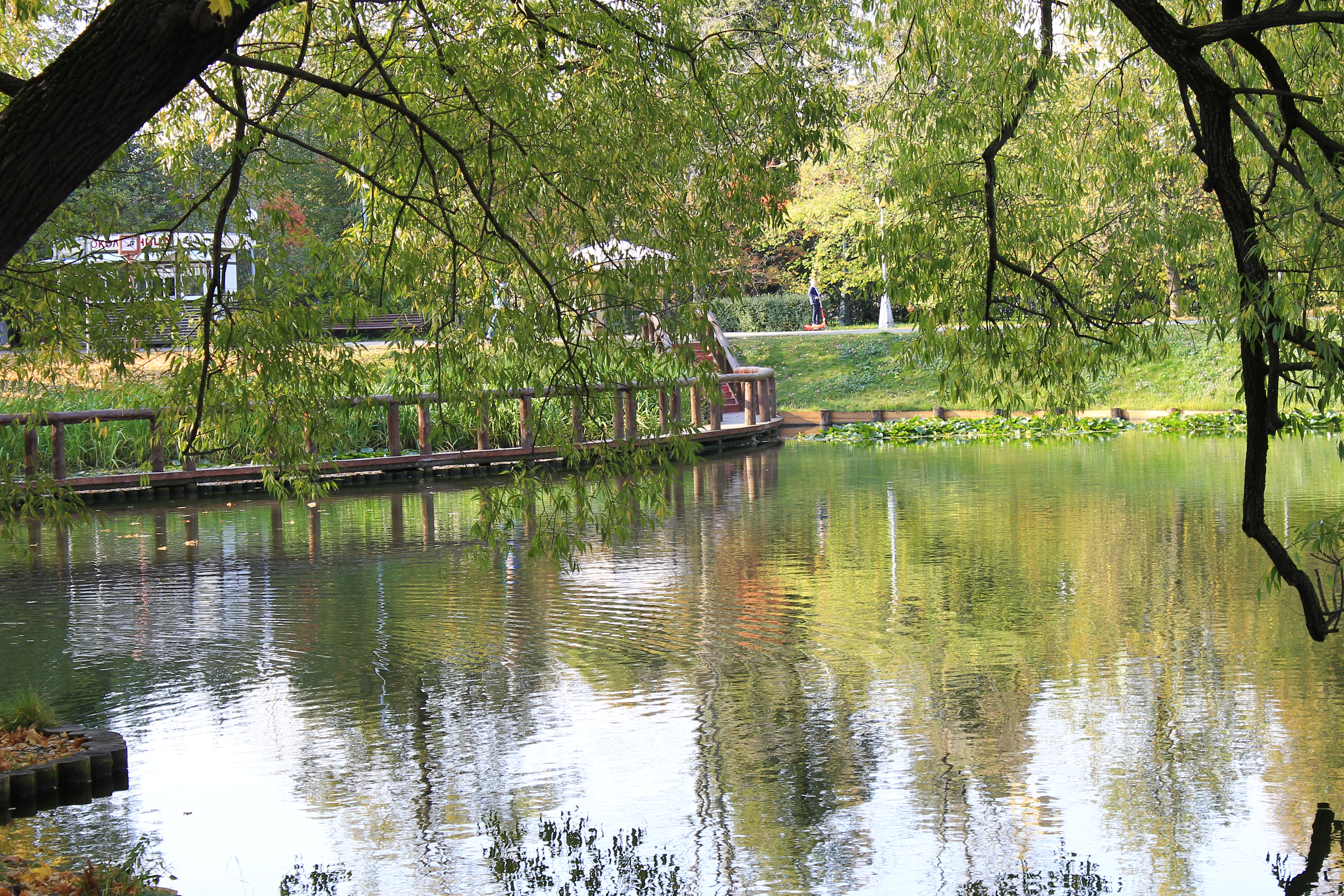
Пруд в Воронцовском парке, 2015 год
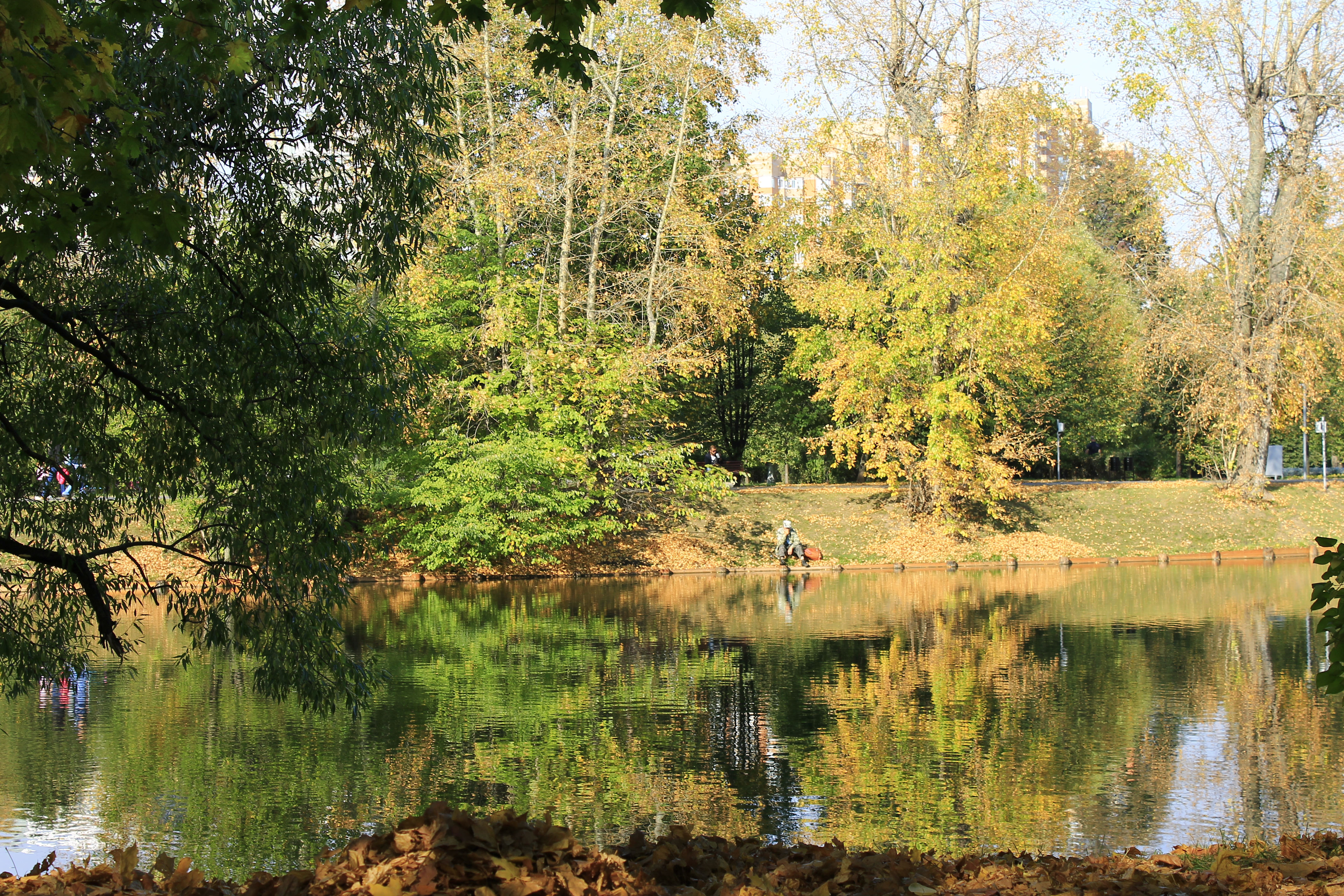
Воронцовские пруды осенью, 2015 год
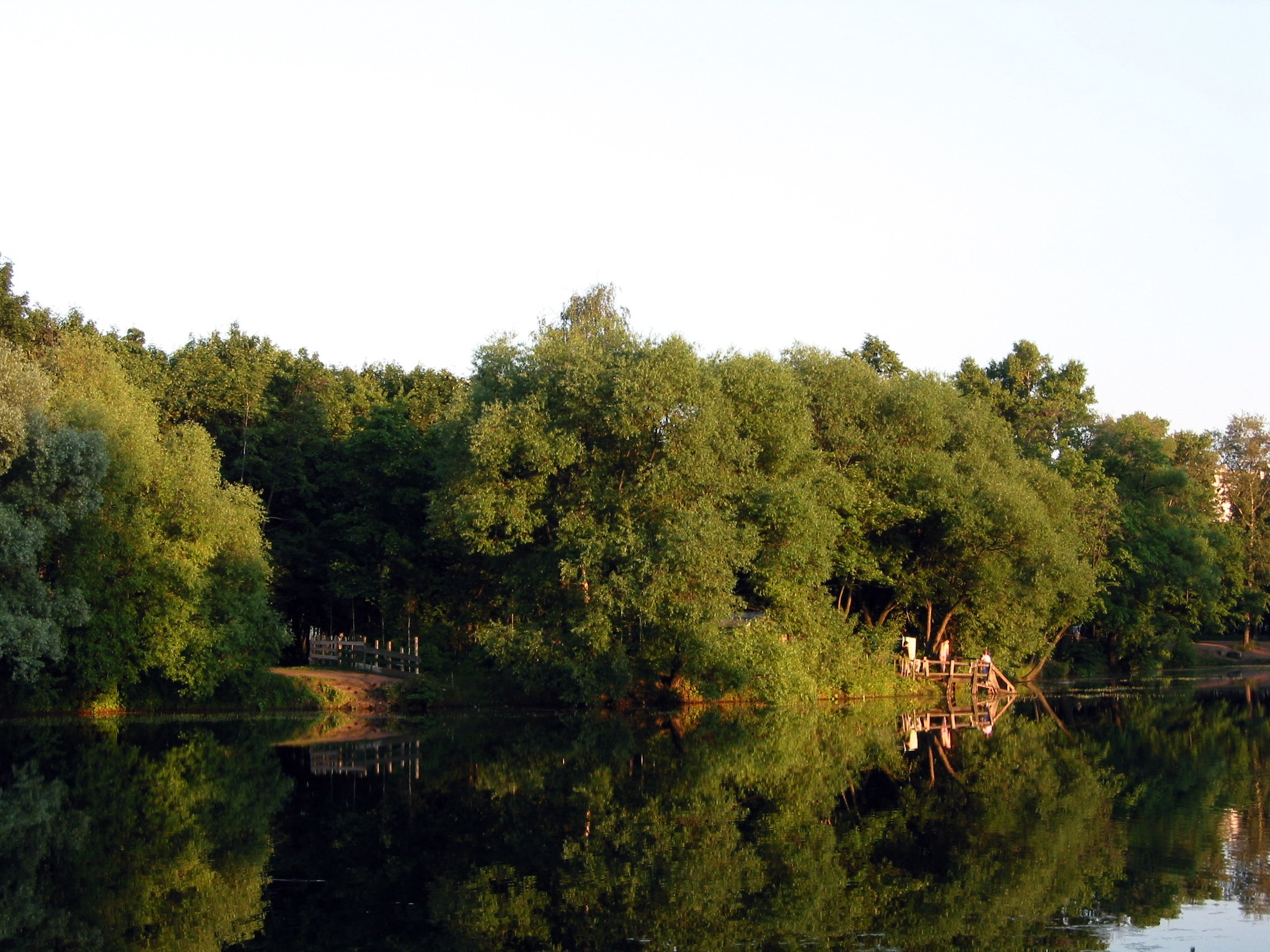
Один из Воронцовских прудов, 2015 год
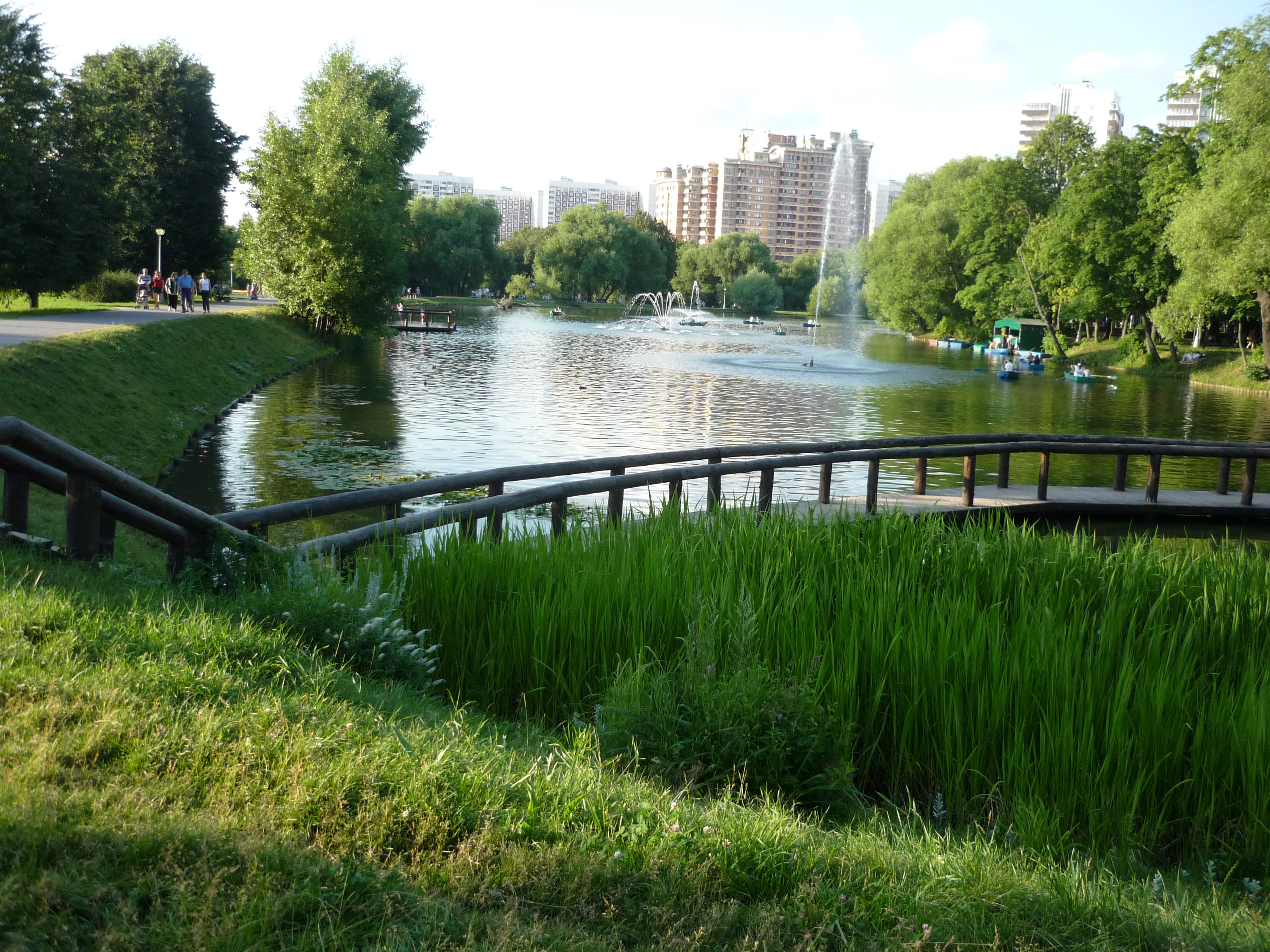
Главный пруд каскада, 2009 год
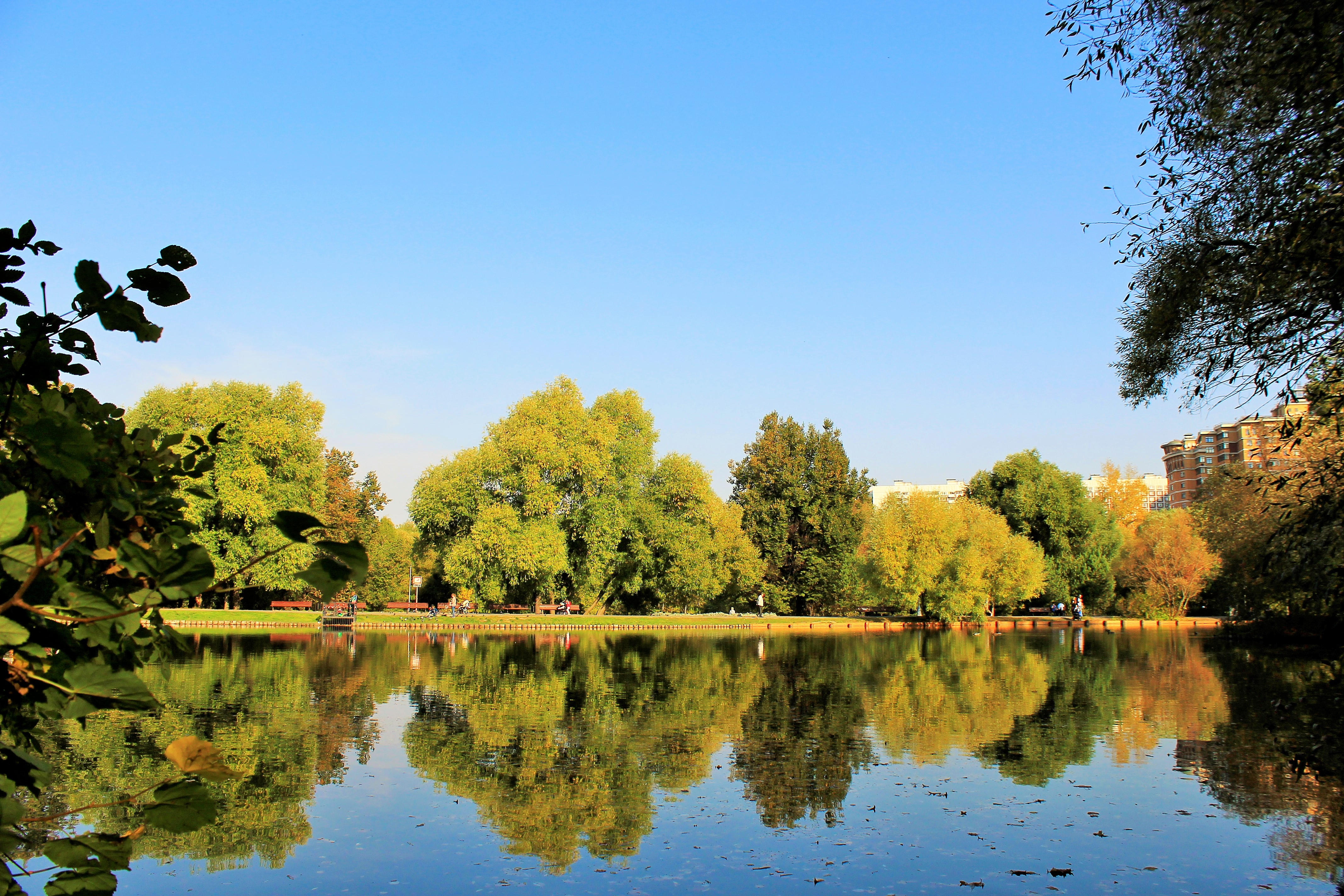
Воронцовские пруды, 2015 год